# Sadovi (Kusxóvskaia)
Sadovi - Садовый (rus) és un possiólok del krai de Krasnodar, a Rússia. És a 10 km al nord-est de Kusxóvskaia i a 184 km al nord de Krasnodar. Pertany al municipi de Kusxóvskaia.